# Gaetano Zirardini
Gaetano Zirardini (Ravenna, 15 febbraio 1857 – Milano, 19 maggio 1931) è stato un giornalista, sindacalista e politico italiano.

## Biografia
Nacque a Ravenna, allora parte dello Stato Pontificio, il 15 febbraio 1857 da Nicolò Zirardini e Maria Bondini in una famiglia numerosa di futuri militanti socialisti, che comprendeva anche i fratelli Claudio e Giovanni. Studiò scultura a Ravenna e Firenze ma si interessò particolarmente alle vicende del movimento socialista italiano.
Nel 1876 fu spettatore in prima persona del processo ad Andrea Costa, di cui rimase amico e stretto collaboratore soprattutto nell'ambito della creazione del Partito Socialista Rivoluzionario, di cui fu uno degli esponenti di spicco in Romagna. Diresse inoltre i giornali Il Sole dell'Avvenire a Ravenna e La Riscossa a Firenze. Insieme a Costa fu copresidente del II Congresso del Partito Socialista Rivoluzionario di Romagna nel 1883, che si concluse con l'intervento della polizia; subì inoltre diversi processi per stampa sovversiva, esiliandosi a Parigi, dove il 23 marzo 1886 sposò Emilia Bargigia.
Rientrò in Italia con l'amnistia concessa nel 1888 e intensificò il suo attivismo politico, divenendo inoltre assessore comunale a Ravenna e consigliere provinciale. venendo arrestato nel 1895. Uscito di prigione nel 1896, visse per qualche tempo a Bologna, dove collaborò al giornale Il Risveglio, arruolandosi poi nel 1897 come volontario garibaldino nella guerra greco-turca e ritornando col grado di tenente garibaldino dopo aver combattuto a Domokos e Panaghia.
Nel 1901 fu tra i fondatori di Federterra e fondò anche la Camera del Lavoro di Ravenna, di cui fu segretario fino al 1914, quando fu chiamato a dirigere la Camera del Lavoro di Ferrara, dove ebbe come collaboratrice Alda Costa. Mantenne il suo ruolo durante la prima guerra mondiale, affermandosi tra i principali esponenti del Partito Socialista Italiano (PSI) in Romagna; fu infatti segretario della federazione ferrarese del PSI e direttore fino al 1919 e poi nuovamente dal 1921 dell'organo di stampa del partito, La Bandiera Socialista.
Il 16 gennaio 1921 fu arrestato insieme al sindaco di Ferrara Edoardo Temistocle Bogiankino e ad Aroldo Angelini in seguito all'eccidio del Castello Estense del 20 dicembre 1920, venendo accusati di esserne i mandanti, mentre erano intenti a partire per il congresso del Partito Socialista Italiano di Livorno. I tre furono poi assolti con formula piena. A succedere a Zirardini come segretario della Camera del Lavoro ferrarese fu Giacomo Matteotti.
Fu eletto alla Camera dei deputati nel 1921 col Partito Socialista Italiano, venendo candidato nei collegi di Novara e Ravenna. Insieme a Costa fu favorevole all'espulsione di Mario Cavallari dal partito.
Con l'avvento del fascismo e la sempre più crescente repressione della libera attività politica si ritirò a Milano presso l'abitazione della sorella, dove morì il 19 maggio 1931.

## Nella cultura di massa
Zirardini viene citato nel romanzo Il sole dell'avvenire di Valerio Evangelisti.
A Zirardini sono state dedicate strade a Codigoro, Ferrara, Ravenna e Roma.